# Joey Ramone
Joey Ramone, pseudonimo di Jeffrey Ross Hyman (New York, 19 maggio 1951 – New York, 15 aprile 2001), è stato un cantante statunitense.
È ricordato per essere stato il cantante dei Ramones, storica band punk rock. La voce di Joey è stata considerata come la voce del punk rock in America.

## Biografia

### Gli esordi
Nacque il 19 maggio 1951 nel quartiere newyorchese di Forest Hills, nel distretto del Queens, da Noel Hyman e Charlotte Mandell, una famiglia ebrea; nel 1954 nacque suo fratello Mitchel Lee Hyman, poi noto musicista con il nome d'arte di Mickey Leigh, che nel 2009 pubblicherà un'autobiografia di famiglia. I genitori divorziarono nei primi anni sessanta e Joey ne soffrì molto; il nuovo marito della madre morì successivamente in un incidente stradale.
Joey ha sofferto fin da piccolo di un disturbo ossessivo-compulsivo che lo portava a dover compiere ripetutamente determinate azioni per neutralizzare l'ossessione. Prima dell'esperienza nei Ramones, Joey suonò negli Snipers. Portava stivali rosa, maglia nera, guanti fino al gomito, capelli lunghi e occhiali rotondi. Ammirava gli Who, i Beatles ma in particolare gli Stooges e Iggy Pop, suo artista preferito. A Forest Hills conobbe altri due ragazzi, Douglas Glenn Colvin e John Cummings, rispettivamente i futuri Dee Dee Ramone e Johnny Ramone, il nucleo storico dei Ramones.

### Nei Ramones
Joey cominciò come batterista, diventò cantante in seguito per sopperire alla mancanza di voce di Dee Dee, il quale faceva fatica a suonare il basso ed a cantare contemporaneamente. Gli anni nei Ramones furono costellati di successi ed eccessi, ma anche di problemi e cambi di formazione. L'ultimo concerto dei Ramones, e di Joey con questa band, fu quello del 6 agosto 1996 a Los Angeles, immortalato nell'album We're Outta Here!, registrato dal vivo.

### Carriera solista, morte ed eventi postumi

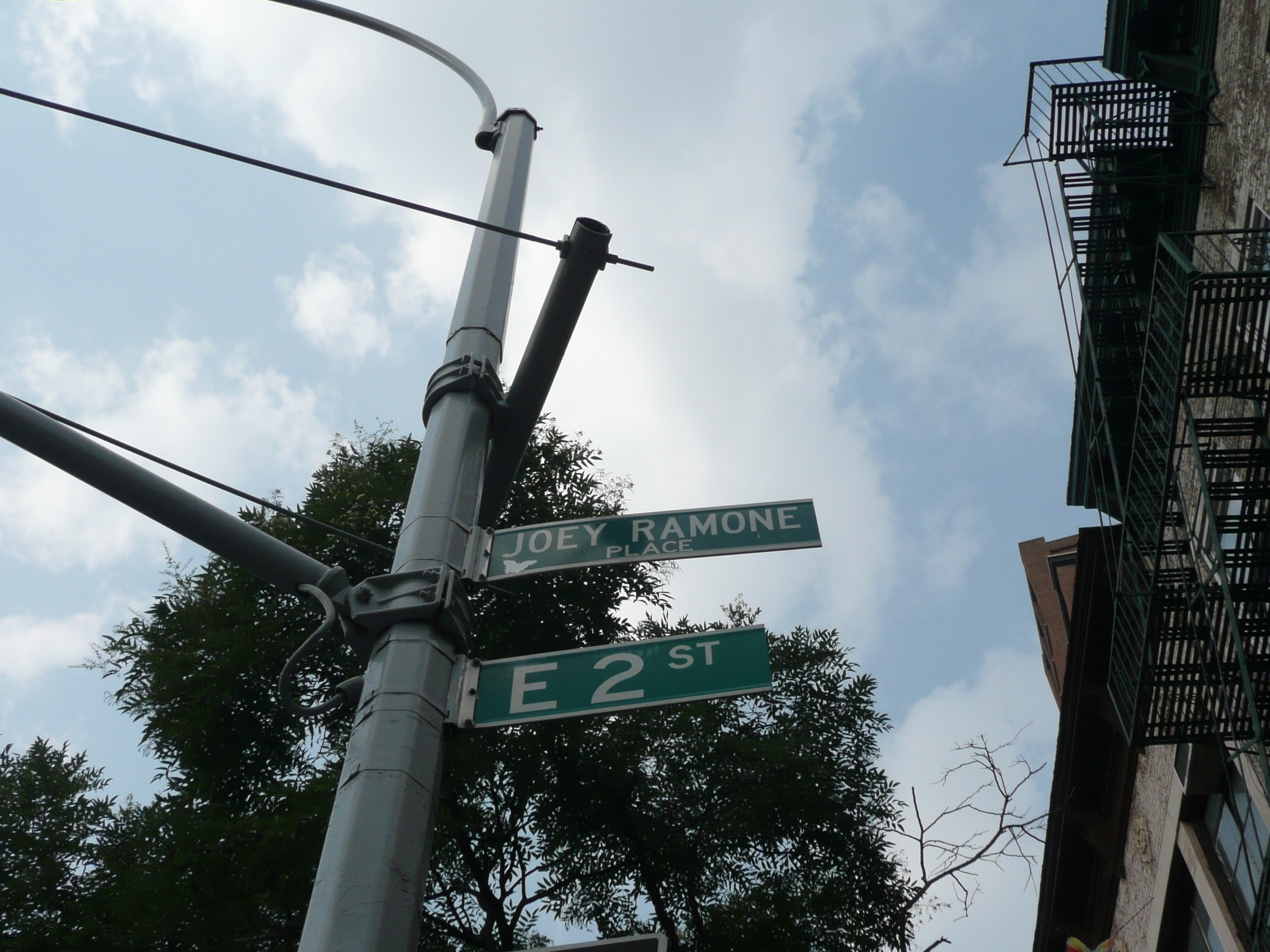
Joey Ramone Place

Dopo lo scioglimento dei Ramones, Joey intraprese la carriera solista, registrando sia l'album Don't Worry About Me, il quale contiene pezzi originali e due cover: 1969 degli Stooges e una versione punk di What a Wonderful World di Louis Armstrong, e sia l'EP Christmas Spirit...In My House. Joey non vide mai l'uscita del suo album studio: morì il 15 aprile 2001 in un ospedale di New York a causa di un tumore al sistema linfatico, poco prima di compiere cinquant'anni, mentre stava ascoltando il brano In a Little While degli U2. Ha ricevuto sepoltura nella sezione ebraica del cimitero Hillside, a Lyndhurst, New Jersey.
Il 19 maggio, il giorno che avrebbe dovuto essere il suo 50º compleanno, viene proclamato "Joey Ramone Day", in suo onore. Dal 2001 si tiene annualmente il Joey Ramone Birthday Bash, durante il quale per l'occasione vengono suonati dei classici dei Ramones. Il 30 novembre 2003 a New York gli fu dedicato il "Joey Ramone Place", dove fu scattata la copertina del primo album dei Ramones e dove Joey e Dee Dee condivisero un appartamento. Nel settembre 2010 l'Associated Press riportò una notizia secondo cui la targa indicante il Joey Ramone Place era la targa più rubata nell'intera città di New York. Il 27 settembre, appena qualche giorno dopo, la targa fu spostata ad un'altezza di 6 metri.
MTV a proposito di Joey affermò:
(MTV)
È apparso, insieme ai Ramones, nel cartone animato de I Simpson, nel quarto episodio della quinta stagione. È stata creata un'action figure raffigurante Joey.
Il 10 settembre 2014 gli U2 dedicano un brano a lui, chiamato The Miracle (of Joey Ramone), traccia d'apertura dell'album Songs of Innocence, dove pur non menzionando esplicitamente il suo nome, raccontano della prima volta che hanno visto i Ramones a Dublino, e di quanto quel concerto abbia influenzato la loro carriera musicale in positivo.

## Discografia

### Da solista
- 2002 - Don't Worry About Me
- 2002 - Christmas Spirit...In My House
- 2012 - ...Ya Know?
- 2012 - Rock 'n' Roll Is the Answer

## Videografia
- 1979 - Rock 'n' Roll High School
- 1990 - Lifestyles of the Ramones
- 1997 - We're Outta Here!
- 1998 - Ramones - Around the World
- 2003 - End of the Century: The Story of the Ramones
- 2004 - Ramones: Raw
- 2007 - It's Alive 1974-1996